# Gennadij Ajgi
Gennadij Nikolajevitj Ajgi (tjuvasjiska: Геннадий Николаевич Айхи; ryska: Генна́дий Никола́евич Айги́), född 21 augusti 1934 i Sjajmurzino, Tjuvasjien, död 21 februari 2006 i Moskva, var en tjuvasjisk poet  och översättare som skrev både på tjuvasjiska och ryska. 

## Biografi
Gennadij Ajgi föddes i byn Sjajmurzino på den tjuvasjiska landsbygden, 60 mil öster om Moskva. 1953 flyttade han till Moskva för att studera vid Moskvas litterära institut och han stannade i Moskva i resten av sitt liv.
Ajgis modersmål var tjuvasjiska, men från 1960 skrev han i första hand på ryska. Hans mest betydelsefulla verk var till stor del opublicerade och okända i Sovjetunionen fram till 1980-talet. Då hade han redan blivit översatt och utgiven i mer än 20 länder, och flera gånger omnämnts i Nobelsammanhang. Efter 1980-talets perestrojka började Ajgi uppmärksammas mer i Ryssland och lyftes fram som ett av det ryska avantgardets viktiga namn. Ajgi räknades vid sin död som en av de främsta förnyarna av rysk samtidspoesi.
Ajgi var även översättare, och översatte ett stort antal verk till tjuvasjiska. Han producerade också en antologi över tjuvajisk poesi.